# 圣伊波利托-德博尔特雷加
圣伊波利托-德博尔特雷加（西班牙语：San Hipólito de Voltregá），是西班牙加泰罗尼亚巴塞罗那省的一个市镇。总面积0.97平方公里，总人口3521人（2013年），人口密度3630人/平方公里。